# NetPanzer
NetPanzer是1998年捷克一个游戏小组Pyrosoft创造的多人在线即时战略游戏，忽视资源管理，注重快速下达作战指令，但还没完工就资金不足了，1999年之后停止开发，2002年释放成为自由软件。此后又移植到其他平台。它最流行的平台是Linux。NetPanzer 0.8.3在2010年2月放出。

## 特点
游戏中，玩家將控制一支坦克部队互相攻伐，夺取工厂，生产坦克，进攻对手屬地。而且玩家可以随时加入戰局中。而一旦单位全灭，将会于地图某一地点重新再生。
游戏支持1到100个玩家。

## 連線方法
- 方法一:點選Join，然後選定伺服器，再按下方的Play。
- 方法二:點選Host，創造房間，他人只要在Join介面輸入開啟房間者的IP:連接埤便能加入房間。

注意︰開啟房間者必須確定連接埠3030、3050或3060並沒有被封鎖。

## 玩法
操控坦克大軍佔據工廠，生產坦克，發動攻擊，從而消滅敵軍，佔據其屬地。